# IHF-Pokal 1982/83
Der IHF-Pokal 1982/83 war die 2. Austragung des von der Internationalen Handballföderation eingeführten Wettbewerbs, an dem 22 Handball-Vereinsmannschaften aus 22 Ländern teilnahmen. Diese qualifizierten sich in der vorangegangenen Saison in ihren Heimatländern für den Europapokal. Im Finale setzte sich die sowjetische Mannschaft von SII Saporischschja gegen IFK Karlskrona aus Schweden durch.

## 1. Runde
|                        | Gesamt  |                     | Hinspiel | Rückspiel |
| ---------------------- | ------- | ------------------- | -------- | --------- |
| BM Granollers          | 66:42   | Maccabi Tel Aviv    | 35:24    | 31:18     |
| A.C. Filippos Verias   | 027:103 | HC Minaur Baia Mare | 12:52    | 15:51     |
| SC Eggenburg-ITT       | 54:41   | HB Dudelange        | 31:20    | 23:21     |
| SII Saporischschja     | 59:54   | FH Hafnarfjörður    | 29:19    | 30:35     |
| Stella Sports St. Maur | 43:43   | Initia HC Hasselt   | 25:22    | 18:21     |
| HV Blauw Wit Neerbeek  | [ 1 2 ] | Sporting Lissabon   | :        | :         |

1. ↑  Initia HC Hasselt qualifizierte sich aufgrund der Auswärtstorregel für die nächste Runde.
2. ↑  HV Blauw Wit Neerbeek kam kampflos weiter

Durch ein Freilos zogen Dinamo Pančevo, BK-46 Karis, SC Empor Rostock, IFK Karlskrona, Cassano Magnago HC, RTV 1879 Basel, Bányász Tatabánya, Reinickendorfer Füchse, VSZ Košice und Helsingør IF direkt in das Achtelfinale ein.

## Achtelfinale
|                    | Gesamt  |                        | Hinspiel | Rückspiel |
| ------------------ | ------- | ---------------------- | -------- | --------- |
| Dinamo Pančevo     | [ A 1 ] | BK-46 Karis            | :        | :         |
| SC Empor Rostock   | 49:41   | HC Minaur Baia Mare    | 25:18    | 24:23     |
| SC Eggenburg-ITT   | 50:59   | IFK Karlskrona         | 23:32    | 27:27     |
| Initia HC Hasselt  | 43:37   | Cassano Magnago HC     | 23:17    | 20:20     |
| RTV 1879 Basel     | 52:59   | Bányász Tatabánya      | 22:27    | 30:32     |
| SII Saporischschja | 60:29   | HV Blauw Wit Neerbeek  | 36:80    | 24:21     |
| BM Granollers      | 38:52   | Reinickendorfer Füchse | 20:23    | 18:29     |
| VSZ Košice         | 47:49   | Helsingør IF           | 29:24    | 18:25     |

1. ↑  BK-46 Karis kam kampflos weiter

## Viertelfinale
|                    | Gesamt |                        | Hinspiel | Rückspiel |
| ------------------ | ------ | ---------------------- | -------- | --------- |
| SC Empor Rostock   | 30:30  | Reinickendorfer Füchse | 16:18    | 14:12     |
| BK-46 Karis        | 52:51  | Initia HC Hasselt      | 26:27    | 26:24     |
| SII Saporischschja | 55:44  | Bányász Tatabánya      | 29:18    | 26:26     |
| IFK Karlskrona     | 47:46  | Helsingør IF           | 23:20    | 24:26     |

1. ↑  Die Reinickendorfer Füchse qualifizierte sich aufgrund der Auswärtstorregel für die nächste Runde.

## Halbfinale
|                        | Gesamt |                    | Hinspiel | Rückspiel |
| ---------------------- | ------ | ------------------ | -------- | --------- |
| Reinickendorfer Füchse | 30:36  | SII Saporischschja | 15:19    | 15:17     |
| IFK Karlskrona         | 63:50  | BK-46 Karis        | 35:19    | 28:31     |

## Finale
Das Hinspiel fand am 24. April 1983 in Karlskrona und das Rückspiel am 1. Mai 1983 in Saporischschja statt.
|                | Gesamt |                    | Hinspiel | Rückspiel |
| -------------- | ------ | ------------------ | -------- | --------- |
| IFK Karlskrona | 36:45  | SII Saporischschja | 20:22    | 16:23     |

Für SII Saporischschja spielten unter Trainer Semen Polonskyj unter anderem Wjatscheslaw Diduschenko, Leonid Berenstein, Oleksandr Sokil, Nikolai Schukow, Oleksandr Schypenko, Oleksandr Rjesanow und Serhij Kuschnirjuk.